# Sundeved

Sundeved er en halvø mellem Aabenraa Fjord og Flensborg Fjord begynder. Halvøen vest for Alssund er et typisk frugtbart morænelandskab. Sundeved har sit navn efter „sundet“, som skiller Als fra fastlandet; det betegnes som et skovland („ved“). På det gamle herredssegl, som er bevaret under et aktstykke fra middelalderen, er der derfor også fremstillet et træ og et vand; folk vest fra, på heden, kaldte Sundvedboerne for „de Skovbo mænd“. De tilsvarende halvøer på Sønderjyllands østkyst, nord og syd for denne, synes at have været opdyrkede og befolkede, før Sundved kom under ploven; især gælder det om størstedelen af Angel. Der var lange tider, i hvilke man søgte at undgå de fremskudte halvøer og strandkanten på grund af havets usikkerhed.
Ved kommunalreformen i 1970 dukkede navnet Sundeved igen op på det politiske landkort, efter at kommunerne Nybøl, Sottrup og Ullerup blev sammenlagt under navnet Sundeved Kommune. Siden 2007 hører de østlige kommuner til Sønderborg Kommune og de vestlige til Aabenraa Kommune. De største industrivirksomheder er (Danish Crown) slagteriet i Blans og teglværkerne omkring Nybøl Nor.
Bortset fra den vestlige del af Sønderborg, Gråsten og Broager er Sundeved et udpræget landområde med byerne Dybbøl, Stenderup, Nybøl Ullerup, Avnbøl Adsbøl, Sottrupskov, Øster Sottrup, Vester Sottrup, Blans, Varnæs, Bovrup og Kværs.

## Historie
Sundeved strakte sig ifølge Kong Valdemars Jordebog sig fra Alssund i øst til Dyrbæk og Alnor i vest, fra „Nørhav“ til Sønderhav, og fra indløbet til Aabenraa Fjord til indløbet til Flensborg Fjord, og således dannede det et samlet hele i den katolske kirkes inddeling, så længe den herskede her i landet.
Forbindelsen mellem Sundeved og de andre landsdele skete nok så meget til søs som til lands. Mod syd var der overfart fra Broager Land til Angel, mellem de to fremspringende næs. som bærer gammeldanske personnavne: Brunsnæs og Halsdan-næs; det første navn er endnu bevaret uforandret, det andet i er efterhånden bleven sammentrukket i Holnæs og har derefter modtaget en anden forklaring. Mod nord fandt overfarten sted fra Varnæs (af at vare, vogte) til Løgtvednæs (løg-tved, en blomsterlund, nu Løjt), hvilke navne begge gik over på de nærmeste to kirkesogne.
Nybøl Herred omfattede de syv sogne Broager Sogn Dybbøl Sogn, Nybøl Sogn, Sottrup Sogn, Adsbøl Sogn, Ullerup Sogn og Varnæs Sogn. Herredet falder ret naturligt i tre hoveddele: mod syd danner Broager Sogn en egen halvø, begrænset af de to bugter Vemmingbund (Vemund) og Nybøl nor; de seks nordlige sogne falder i to grupper, af hvilke den ene strækker sig fra Dybbøl
bakke langs med Alssund til Snogbæk Hage og ned mod Nybøl Nor, — den anden fra Als Fjord, sundets brede del, og Aabenraa Fjord ned til de to nor, som fra Flensborg Fjord trænger ind gennem Egernsund. Det er denne nordlige del — Ullerup,
Adsbøl og Varnæs Sogne —, som mere eller mindre vil blive genstand for den følgende fremstilling. Varnæs nævnes altså særskilt i den såkaldte „Kong Valdemars Jordebog“, spredte optegnelser fra det danske regeringskancelli i Valdemar Sejrs dage (1231), oplysende kronens og kongens indtægter. Idet Nybøl Herred nemlig opføres med en indtægt i korn og penge, nævnes Varnæs særskilt på en sådan måde, at det ses at have hørt til kongehusets slægtgods.
1500 nævnes Sandbjerggård øst for Øster Sottrup for første gang, og ca. 1570 grundlagde Hans den yngre af Sønderborg Sandbjerg Gods. Hertugen lod bygge en dæmning ud mod Alssund, hvorved en vig fra sundet omdannedes til Møllesøen. Han byggede også en vandmølle, hvis rester endnu kan ses ved Møllehuset på Sandbjerg.
1788 lod Conrad Georg Reventlow det nuværende Sandbjerg Slot (palæet) bygge på pynten mellem Møllesøen og Alssund. Fra 1856 til 1858 var palæet æresbolig for general, Frederik Rubeck Henrik von Bülow, sejrherren fra Fredericia i 1849.
1848 Den 28. maj angreb den danske hær de tyske forbundstropper og fordrev dem ud af Sundeved. Kampen blev afgjort omkring Nybøl Mølle nord for Nybøl.
1863. Øst for Vester Sottrup ligger Nydam Mose hvor man i 1863 fandt Nydambåden og mange våben i den gamle offermose
1864. Mellem Sottrupskov og Sandbjerg ved Als Sund blev de preussiske tropper den 29 juni sejlet over til Als. Kampene ved Dybbøl var fra 7. april-18. april under den 2. Slesvigske Krig og endte med dansk nederlag.

## Sundeveds kirker
- Broager Kirke
- Adsbøl Kirke
- Rinkenæs Korskirke
- Rinkenæs Gamle Kirke
- Ullerup Kirke
- Sottrup Kirke
- Nybøl Kirke
- Varnæs Kirke
- Kværs Kirke

## Turisme
Ballegård er en hovedgård på Sundeved, beliggende ca. 2 km øst for Blans. Den to etagers hvidkalkede hovedbygning i rokokostil er opført 1771 ved Lorentz Jacobsen og fredet tillige med to andre mindre huse i 1950. Gården er beliggende ved et lille vandløb, som drev en mølle, som der stadig kan ses ruinrester af. Navnet "Ballegård" kommer sandsynligvis fra gårdens beliggenhed på en mindre forhøjning (balg, balle).
Sandbjerg ligger ved Als Sund i nærheden af Øster Sottrup og Nydam Mose. I området ligger blandt andet Kursuscenteret Sandbjerg Gods, Palæet, parken, dæmningen, slusen, Møllesøen, Møllehuset og resterne af den oprindelige hovedgård Sandbjerggård på sydsiden af Møllesøen. Møllesøen har et rigt på fugleliv. Her yngler bl.a. grågæs og hejrer, og om vinteren er søen tilholdssted for mange trækfugle.
Nydam Mose på 12 hektar, der ligger ved Øster Sottrup, var oprindelig den inderste del af en vig ud til Als Sund. Mosen ligger i en tunneldal. I det meste af lavningen findes nu eng eller mose, samt en sø, Sandbjerg Mølledam, helt ude ved Als Sund. Mosen er en offermose som har rummet og stadig indeholder mange oldsager fra store våbenofringer i jernalderen. Der er fundet tre både, men kun Nydambåden er bevaret, foruden mange våben og flere andre genstande. Mosen var en hellig sø, hvor de besejrede hæres udrustning og skibe blev ofret til en guddom som tak for sejren over den slagne fjende. Offersøen, hvor genstandene blev ofret, havde et vandspejl på ca. 4 m og en dybde på 1 – 1,5 m. Mange af genstandene blev som en symbolsk handling bevidst ødelagt ved ofringen og bærer mærker af hug, stød og stik med skarpe våben. Hesteskeletterne er groft mishandlede.
Nydam Tveir er en fuldskalakopi af Nydambåden bygget af Nydambådens Laug, som er underafdeling af Nydamselskabet. Grundlaget for at bygge båden er den for 150 år siden fundne egetræsbåd i Nydam Mose. Båden var et krigsfartøj med en besætningen på 45, deraf var 36 roere. Før arbejdet med at bygge båden, udarbejdede Vikingeskibsmuseet i Roskilde en rekonstruktion af Nydambåden på baggrund af en nøjagtig opmåling af båden, der befinder sig i museet på Gottorp Slot ved Slesvig by. Resultatet er en bådmodel der viser et mere v-formet tværsnit, og den har lidt stejlere stævne end båden i Slesvig. År 2.000 begyndte forberedelserne til bygningen af båden. Efter lang tids søgen i skovene, fandt laugsmedlemmerne egnede træer til fremstilling af egetræsplankerne. Der blev endvidere fundet 19 krumvoksede træer, der passede nøjagtig som spanter i båden, der blev også fundet grengafler, der egnede sig som åretolde. Båden blev bygget med nyfældede egestammer og tildannet mens træet endnu var friskt. Byggeriet af båden startede i 2008 på et dertil indrettet værft i en landbrugsbygning på 12 x 28 meter i Sottrupskov. Samme år begyndte opførelsen af et 25 m langt, 5 - 6 m bredt og 5 m højt bådehus (naust). Siderne er egeplanker og taget er lærkeplanker på klink. Bygningen er en rekonstruktion af en jernaldernaust udgravet i Vestnorge. Syd for Sottrupskov er der anlagt en tilkørselsvej og parkeringsplads og en ca. 100 meter fortøjnings-og liggebro til NYDAM TVEIR. Her ligger båden i sommerhalvåret, når den ikke er på togt eller gæstevisit andre steder. Den 02-08 2013 flyttede et transportfirma med en mobilkran og bil båden fra Nydamværftet til stranden foran nausten. Den 17. august 2013 blev Nydam Tveir søsat ved nausten i Sottrupskov.
Den historiske nydamsti går fra Sottrupskov paralelt med Als Sund Sandbjerg og videre til Nydam Mose. Fra Sandbjerg til Sottrupskov vokser bøgetræerne helt ned til kysten. Flere steder kan undervejs ses spor fra overgangen til Als i juni 1864, af gravede slisker og spor efter udgravede kanonstillinger. Flere steder ses spor fra krigen mod prøjserne i 1864, Sandbjerg Gods fortæller os om hertugdømmernes tid, og i Nydam Mose er den berømte Nydambåd fundet. Turen er så afvekslende, at de ca. syv km flyver forbi. Du kan lægge ud i Sottrupskov, ved Sandbjerg Slot, eller fra rastepladsen ved Nydam Mose. Ved indkørslen til Bøgely, syd for Sandbjerg, ses to kanonkugler (granater) fra overgangen til Als. De er fundet på marken nord for Bøgely. Ved Sandbjergvej vest for Sandbjerg Gods mellem Sottrup Storskov i nord og Sandbjerg Lilleskov i syd ligger den stråtækkede fritliggende skovfogedgård fra år 1900 som i 2002 blev købt af et feriefond. Lidt længere af vejen mod vest ligger gravhøjen "Troldhøj", hvorfra der mod vest er udsigt til Nydam Mose.
Alssundstien løber langs Als Sund fra Alsion i Sønderborg til Ballebro. Alssundstien er 17 km lang og følger Nydamstien på en mindre del af ruten. Ruten byder på en afvekslende tur langs kysten og går også gennem skove og små, hyggelige landsbyer. Langs Alssundstien ﬁndes et rigt dyre- og fugleliv, ikke mindst i de mange levende hegn. Vandring på Alssundstien er også en vandring i historiens fodspor – fra de tidligere jernalderbeboere, over hertuger og herremænd, til krigen i 1864.
Sundevedstien blev indviet den 22. juni 2015 af Sønderborgs Kommunes borgmester Erik Lauritzen. Strækningen fra Ballegård til Ullerup Skov er 5,8 km lang og følger Ballegård Møllebæk til Blans Ullerup Skov. Stien ender ved Brudehøj, som er en velbevaret langhøj fra stenalderen, som allerede blev fredet af preusserne lige før udbruddet af 1. verdenskrig. Fra højen er der få hundrede meter til Aabenraa Kommunes stinet til Varnæs.

## Galleri
- Alssundbroen mellem Sundeved og Als
- Dybbøl Mølle
- Dybbøl Banke historiecenter
- Sandbjerg
- Sandbjerg Slot
- Offerbåden fra Nydam Mose
- Nydam Tveir i Sottrupskov

## Eksterne kilder og henvisninger
- Sundewitt Wikipedia de, kilde
- www.runeberg, kilde
- Dybbøl Banke historiecenter
- Sandbjerg Slot
- Sundeved Efterskole
- Fotos fra Sundeeved
- Sundevedstien
- Indeks: Skrift for Lokalhistorisk Forening